# Приветное (Кировский район)
Приве́тное (до 1945 года Джума́-Эли́; укр. Привітне, крымскотат. Cuma Eli, Джума Эли) — село в Кировском районе Республики Крым, центр Приветненского сельского поселения (согласно административно-территориальному делению Украины — Приветнинского сельского совета Автономной Республики Крым).

## Население
| 2001 | 2014  |
| ---- | ----- |
| 3134 | ↘2592 |

### Динамика численности
| - 1805 год — 82 чел. - 1864 год — 159 чел. - 1889 год — 293 чел. - 1892 год — 304 чел. - 1897 год — 709 чел. - 1902 год — 674 чел. - 1915 год — 481/0 чел. | - 1926 год — 645 чел. - 1939 год — 963 чел. - 1974 год — 2272 чел. - 1989 год — 2511 чел. - 2001 год — 3134 чел. - 2009 год — 2873 чел. - 2014 год — 2592 чел. |

## Современное состояние
На 2017 год в Приветном числится 30 улиц и 2 переулка, по данным сельсовета на 2009 год население 2873 человека в 1139 дворах. На территории села действуют средняя общеобразовательная школа и детский сад № 10 «Солнышко», сельский Дом культуры, постройки 1968 года с залом на 450 мест, оформленным индивидуальной лепниной, в 2014 году капитально отремонтированный; амбулатория общей практики семейной медицины, отделение почты России, храм иконы Божией Матери «Почаевской», мечеть Джума-Эли джамиси. Приветное связано автобусным сообщением с городами Крыма, райцентром и соседними населёнными пунктами.

## География
Приветное — большое село на юго-западе района, на северной окраине Внешней гряды Крымских гор, в долине реки Сухой Индол, высота центра села над уровнем моря — 147 м. Ближайшие населённые пункты: Золотое Поле в 3,8 км на запад, почти примкнувшее с востока Айвазовское, за ним, в 2 км Абрикосовка и Спасовка в 2,5 км на северо-восток. Расстояние до Симферополя — 100 км, до Феодосии — около 31 километра. Райцентр Кировское примерно в 17 километрах (по шоссе), там же ближайшая железнодорожная станция — Кировская (на линии Джанкой — Феодосия). Транспортное сообщение осуществляется по региональным автодорогам 35Н-207 Кировское — Приветное, 35Н-582 Старый Крым — Советский и 35Н-211 Приветное — Первомайское (по украинской классификации — С-0-10518, С-0-11425 и С-0-10522).

## История
Первое документальное упоминание села встречается в Камеральном Описании Крыма… 1784 года, судя по которому, в последний период Крымского ханства Джум-а-Эли входил в Старо-Крымский кадылык Кефинского каймаканства. После присоединения Крыма к России (8) 19 апреля 1783 года, (8) 19 февраля 1784 года, именным указом Екатерины II сенату, на территории бывшего Крымского Ханства была образована Таврическая область и деревня была приписана к Левкопольскому, а после ликвидации в 1787 году Левкопольского — к Феодосийскому уезду Таврической области. После Павловских реформ, с 1796 по 1802 год, входила в Акмечетский уезд Новороссийской губернии. По новому административному делению, после создания 8 (20) октября 1802 года Таврической губернии, Джума-Эли был включён в состав Байрачской волости Феодосийского уезда.
По Ведомости о числе селений, названиях оных, в них дворов… состоящих в Феодосийском уезде от 14 октября 1805 года , в деревне Джума-Эли числилось 10 дворов и 82 жителя крымских татар. На военно-топографической карте генерал-майора Мухина 1817 года деревня Джумели обозначена с 10 дворами. После реформы волостного деления 1829 года Джума Эли, согласно «Ведомости о казённых волостях Таврической губернии 1829 года», отнесли к Учкуйской волости (переименованной из Байрачской). На карте 1836 года в деревне 21 двор, как и на карте 1842 года.
В 1860-х годах, после земской реформы Александра II, деревню приписали к Салынской волости. Согласно «Списку населённых мест Таврической губернии по сведениям 1864 года», составленному по результатам VIII ревизии 1864 года, Джума-Эли — татарская деревня ведомства магометанского духовного правления с 22 дворами, 159 жителями и мечетью при речке Субаше. На трёхверстовой карте Шуберта 1865—1876 года в деревне Джума-Эли обозначено 20 дворов. По «Памятной книге Таврической губернии 1889 года», по результатам Х ревизии 1887 года, в деревне Джума-Эли числилось 55 дворов и 293 жителя. На верстовой карте 1890 года в деревне обозначено 103 двора с татарским населением.
После земской реформы 1890-х годов деревню приписали к Цюрихтальской волости. По «…Памятной книжке Таврической губернии на 1892 год» в безземельной деревне Джума-Эли, не входившей ни в одно сельское общество, числилось 304 жителя, домохозяйств не имеющих. Перепись 1897 года зафиксировала в Джумой-Эли 709 жителей, из которых 654 крымских татарина. По «…Памятной книжке Таврической губернии на 1902 год» в деревне Джума-Эли числилось 674 жителя в 160 домохозяйствах. По Статистическому справочнику Таврической губернии. Ч.II-я. Статистический очерк, выпуск пятый Феодосийский уезд, 1915 год, в деревне Джума-Эли (вакуф) Цюрихтальской волости Феодосийского уезда числилось 88 дворов (все дворы безземельные) с татарским населением в количестве 481 человека приписных жителей, из которых 248 мужчин и 243 женщины. Жители землёй не владели, в хозяйствах имелось 167 лошадей, 10 волов, 38 коров и 50 голов овец, свиней, или коз.
После установления в Крыму Советской власти, по постановлению Крымревкома от 8 января 1921 года была упразднена волостная система и село вошло в состав вновь созданного Владиславовского района Феодосийского уезда, а в 1922 году уезды получили название округов. 11 октября 1923 года, согласно постановлению ВЦИК, в административное деление Крымской АССР были внесены изменения, в результате которых округа ликвидировались и Владиславовский район стал самостоятельной административной единицей. Декретом ВЦИК от 04 сентября 1924 года «Об упразднении некоторых районов Автономной Крымской С. С. Р.» в октябре 1924 года район был преобразован в Феодосийский и село включили в его состав. Согласно Списку населённых пунктов Крымской АССР по Всесоюзной переписи 17 декабря 1926 года, в селе Джума-Эли, центре Джума-Элинского сельсовета (в коем состоянии село пребывает всю дальнейшую историю) Феодосийского района, числилось 165 дворов, из них 159 крестьянских, население составляло 645 человек, из них 599 татар, 25 армян, 9 русских, 2 грека, 10 записаны в графе «прочие», действовала татарская школа I ступени (пятилетка). Постановлением ВЦИК «О реорганизации сети районов Крымской АССР» от 30 октября 1930 года из Феодосийского района был выделен (воссоздан) Старо-Крымский район (по другим сведениям 15 сентября 1931 года) и село включили в его состав. По данным всесоюзной переписи населения 1939 года в селе проживало 963 человека.

В годы Великой Отечественной войны неизвестные танкист, лётчик и солдат погибли в районе села. Обстоятельства и даты гибели также неизвестны — павшие были похоронены местными жителями в одиночных могилах. В мае 1967 года погибшие были перезахоронены в братской могиле в центре села у клуба. На фронтах Отечественной войны сражалось 119 местных жителей (как из Джума-Эли, так и соседних селений, в том числе и вошедших позже в Приветное), 62 из них погибли. В их честь в Приветном установили памятный знак. Также в годы войны, в октябре 1941 года, из жителей Ислям-Терекского района, был сформирован партизанский отряд под командованием прокурора района Фёдора Лукича Безногова (погиб в феврале 1942 года). В память о партизанах в 1972 году, у развилки дорог на Золотое Поле и Приветное был установлен памятник работы известного крымского скульптора Лидии Андреевны Скорубской. Постановлением Совета министров Республики Крым № 627 от 20 декабря 2016 года памятник партизанам и братская могила неизвестных воинов отнесены к категории объектов культурно-исторического наследия России.

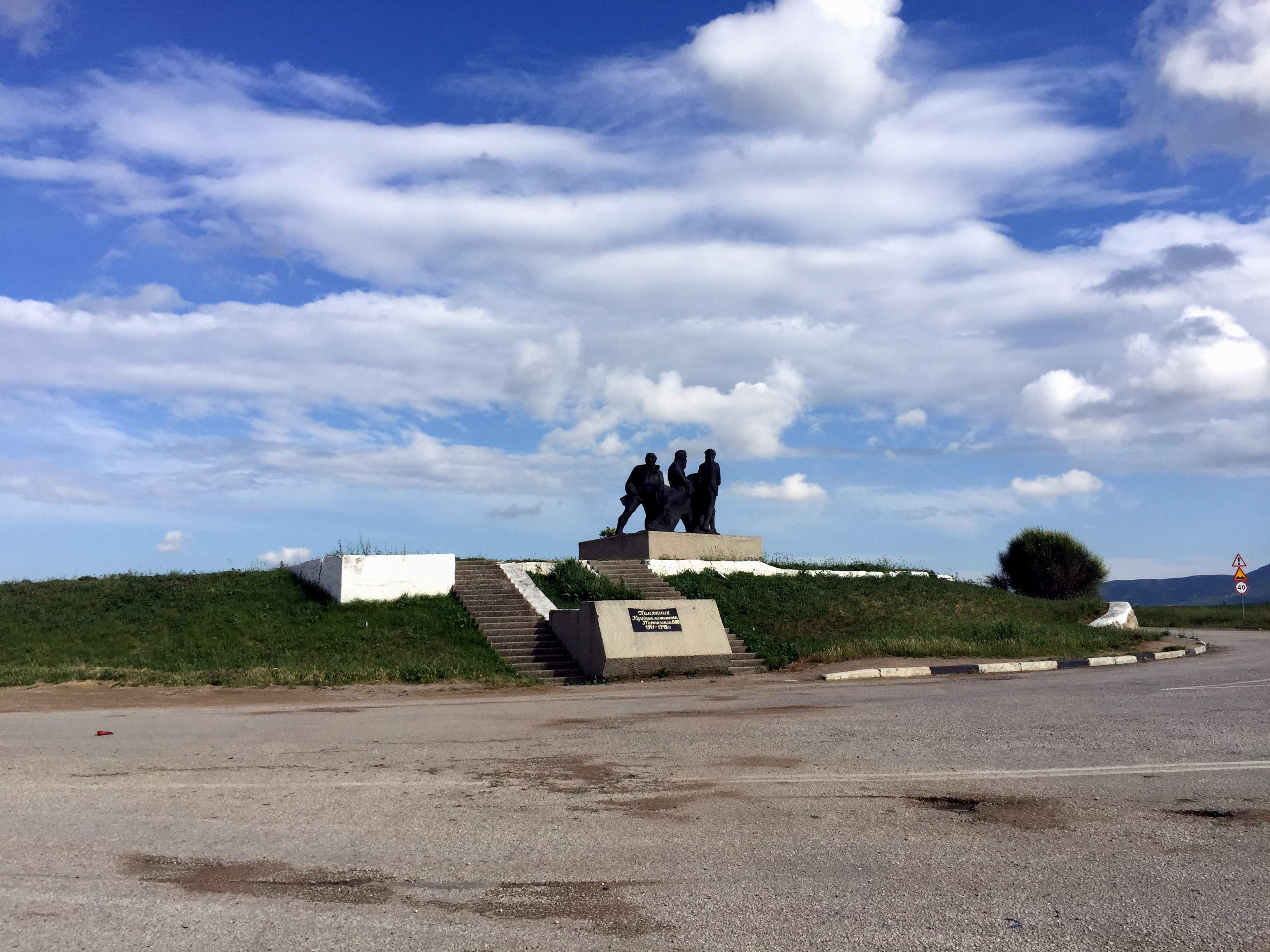
Памятный знак партизанам.
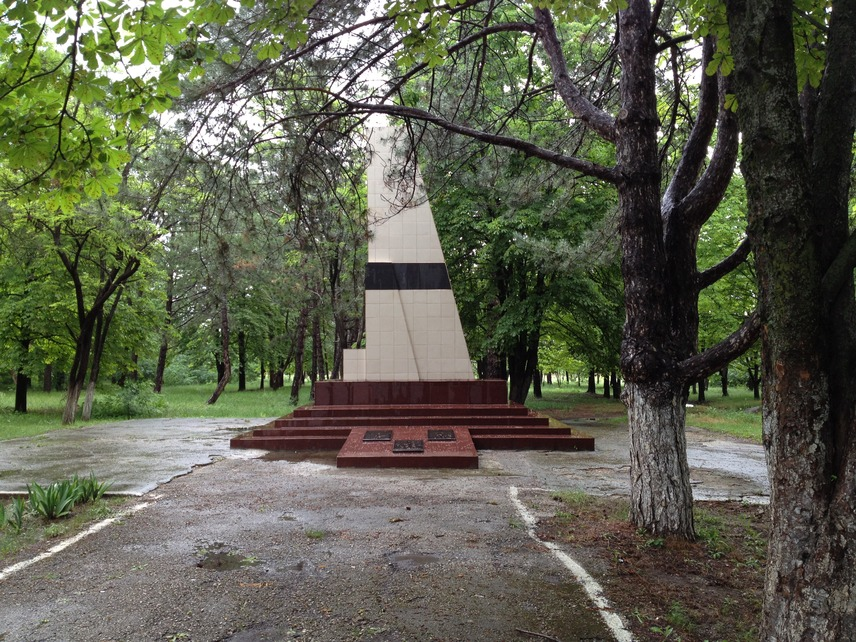
Братская могила советских воинов.

В 1944 году, после освобождения Крыма от фашистов, согласно Постановлению ГКО № 5859 от 11 мая 1944 года, 18 мая крымские татары были депортированы в Среднюю Азию. 12 августа 1944 года было принято постановление № ГОКО-6372с «О переселении колхозников в районы Крыма» и в сентябре того же года в село приехали первые переселенцы, 1268 семей, из Курской, Тамбовской и Ростовской областей, а в начале 1950-х годов последовала вторая волна переселенцев. С 1954 года местами наиболее массового набора населения стали различные области Украины.
Указом Президиума Верховного Совета РСФСР от 21 августа 1945 года Джума-Эли был переименован в Приветное и Джума-Элинский сельсовет — в Приветненский. С 25 июня 1946 года Приветное в составе Крымской области РСФСР, а 26 апреля 1954 года Крымская область была передана из состава РСФСР в состав УССР. После ликвидации в 1959 году Старокрымского района село переподчинили Кировскому. До 1960 года, поскольку в «Справочнике административно-территориального деления Крымской области на 15 июня 1960 года» селения уже не значились, к селу присоединили Гоголевку, Золотой Ключ, Каштаны (согласно справочнику «Крымская область. Административно-территориальное деление на 1 января 1968 года» — в период с 1954 по 1968 годы), с 1960 по 1968 год Куликовку.
Указом Президиума Верховного Совета УССР «Об укрупнении сельских районов Крымской области», от 30 декабря 1962 года Кировский район был упразднён и село присоединили к Белогорскому. 1 января 1965 года, указом Президиума ВС УССР «О внесении изменений в административное районирование УССР — по Крымской области», вновь включили в состав Кировского. На 1974 год в Грушевке числилось 2272 жителя. По данным переписи 1989 года в селе проживало 2511 человек. С 12 февраля 1991 года село в восстановленной Крымской АССР, 26 февраля 1992 года переименованной в Автономную Республику Крым. С 21 марта 2014 года в составе Крыма аннексировано Россией.